# Dubbelidioterna
Dubbelidioterna (Eddie Meduza och E. Hitler fånar sig) er et album af den svenske musikeren og komponisten Eddie Meduza fra 1983. På denne kasset bruger Errol Norstedt både Eddie Meduza og E. Hitler, der mellem sangene skænder og snakker om, hvem der er mest alkoholisk, er mest fantasiløs og mere.
Albummet indeholder 2 sange fra kassetten Mannen Utan Hjärna fra 1976, som er den første kassette med E. Hitler & Luftwaffe.
Sangen "Carolas Pattar" fik det alternative navn "Farmardrömmar" på opsamlingskassetten Compendia Ultima III - Oss Bönder Emellan fra 1998.
"Let Me In" har en svensk version kaldet "Öppna Dörr'n" på kassetten Svensktoppsrulle fra 1985.
"Fete Norstedt" handler om Errol Norstedts bedstefar da var politibetjent i Malmø.
"Stikkan Andersson" er dedikeret til Stikkan Andersson som Norstedt først forsøgte at få en pladekontrakt med, men blev nægtet.
Sangene "Vart É Vi På Väg?" og "Punkare Och Raggare" fik nye optagelser, som derefter endte på albummet West A Fool Away fra 1984, då med med navnene "Sverige, Vart É Vi På Väg?" og "Punkar'n Å Raggar'n".

## Spor
Side A
1. "Släpp En Fis" - 02:45
2. "Bert Karlsson Blues" - 02:06
3. "Alpens Ros" - 02:00
4. "We're Gonna Boogie" - 02:06
5. "Sad Tremolo" - 03:10
6. "Ska Du Ha En Jävla Höger?" - 01:59
7. "Rocking Ghost" - 02:24
8. "Bonnadisco" - 03:03
9. "Disapproval" - 02:59
10. "Gonna Get Drunk" - 01:45
11. "Carolas Pattar" - 03:36
12. "I'm Gonna Shake" - 02:47
13. "Come Give Me Your Lovin'" - 01:46 (Fra E. Hitler & Luftwaffe - Mannen Utan Hjärna fra 1976)
14. "Hubbes Norton Sport" - 02:28 (Fra E. Hitler & Luftwaffe - Mannen Utan Hjärna fra 1976)

Side B
1. "Rock And Roll Time" - 03:23
2. "Fete Norstedt" - 04:13
3. "Ding Blues" - 02:33
4. "Johnny Splash" - 03:09
5. "Basmannen" - 01:49
6. "Rock And Roll Boogie" - 03:13
7. "Stikkan Andersson" - 01:52
8. "Let Me In" - 02:07
9. "Guitar Johnny" - 03:53
10. "Need You Want You" - 03:19
11. "This Broken Heart" - 03:27
12. "Vart É Vi På Väg?" - 03:30
13. "Punkare Och Raggare" - 02:14

### Sangtitler på dansk
- Släpp En Fis - Slå En Prut.
- Ska Du Ha En Jävla Höger? - Skal Du Have En Forbandet Højre?
- Bonnadisco - Landemandedisco.
- Carolas Pattar - Carolas Patter.
- Fete Norstedt - Fede Norstedt.
- Basmannen - Basmanden.
- Vart É Vi På Väg? - Hvor Er Vi På Vej?
- Punkare Och Raggare - Punker Og Raggare.

## Nye udgaver
Albummet blev udgivet på CD 2006 og 2013.